# Land and Freedom
Pour les articles qui comportent les mêmes termes en langue étrangère, voir Terre et Liberté et Tierra y Libertad.
Pour plus de détails, voir Fiche technique et Distribution.
Land and Freedom est un film britannique réalisé par Ken Loach sorti en 1995. 
L'action du film se déroule pendant la révolution sociale espagnole de 1936.

## Synopsis
Une jeune femme, fouillant dans les affaires de son grand-père décédé, découvre le passé militant de celui-ci, et notamment sa participation a la milice du POUM, engagé aux côtés des républicains, anarchistes et communistes, à la guerre d'Espagne en 1936. Des images de la guerre et l'air d’A las barricadas introduisent un flash-back. Au début, on assiste à une réunion du Parti communiste de Grande-Bretagne, à Liverpool. Un congressiste expose aux militants l’utilité d’aller se battre en Espagne, où Franco tente de prendre le pouvoir par la force. Le grand-père, David, alors jeune homme, décide d’aller se battre en Espagne. 
Traversant la frontière par la France, il prend le train pour rejoindre Barcelone. Il sympathise avec des Espagnols anti-franquistes, comme le contrôleur qui le rassure en lui disant qu'« on ne fait pas payer le billet aux ennemis de ces salauds de fascistes. » Arrivé à Barcelone, il s’engage pour le POUM et suit une rapide formation avant d'être envoyé en Aragon. Il fait la connaissance, dans sa colonne anglophone, de volontaires venus de toute l’Europe pour affronter le fascisme : Irlandais, Allemands, Italiens, Français… Durant les scènes suivantes, on fait la connaissance des personnes venues au front, et des difficiles conditions de vie dans les tranchées, où même les femmes combattent : les milices du POUM ont un arsenal des plus archaïques, certaines armes datant du XIXe siècle ; on s’affronte plus verbalement que militairement (les balles qu’ils se lancent n’ont aucune portée, si ce n’est la portée symbolique).
La milice part un jour délivrer un village voisin, occupé par les troupes franquistes. Pendant cette courte bataille, ils perdent un de leurs hommes, tué par un curé qu’ils exécuteront plus tard. Une fois le village débarrassé des troupes franquistes, la milice organise une discussion entre les villageois afin qu’ils décident de ce qu’il adviendra du village et de leurs terres : la question de la collectivisation, essentielle dans l'Aragon contrôlé par les anarchistes du conseil régional de défense, est posée.
Quelques jours plus tard, les miliciens doivent voter. Le gouvernement de Valence leur pose un ultimatum : dans le cadre de la formation de l'armée populaire de la République, les milices doivent être rattachées aux unités régulières de la nouvelle armée et militarisées si elles veulent garder tout soutien militaire. Tous – sauf un – votent contre la militarisation de la colonne. En essayant de se servir d’un fusil, David se blesse au bras. Il doit être hospitalisé et part se reposer quelques jours à Barcelone. C'est alors qu'il décide de quitter la milice du POUM pour rejoindre les Brigades internationales. Il reçoit la visite surprise de Blanca, une de ses camarades de tranchée, mais elle ne tarde pas à se fâcher avec lui dès qu’elle découvre qu’il a rejoint ceux qu'elle considère comme les « staliniens ». David se désole de l’ambiance de suspicion qui s’installe parmi les républicains, mais il fait toujours confiance au Parti communiste. C'est alors que David est contraint de participer aux événements de mai, alors que les forces du gouvernement central et de la Généralité attaquent les forces anarchistes et libertaires afin de reprendre le contrôle de la ville. David est très vite écœuré par ce qui se passe : il déchire sa carte du Parti communiste et repart dans les tranchées du POUM.
Là-bas, sa milice continue de combattre. Mais, un jour, elle se trouve en grande difficulté face aux troupes nationalistes. Leur chef de brigade demande aux Brigades internationales l’aide promise. Celles-ci n’arrivent que quelques heures après la fin de la bataille pour arrêter plusieurs miliciens, tandis que les autres doivent rentrer chez eux : le POUM a en effet été déclaré illégal par le gouvernement en juillet 1937. Un milicien refuse de rendre son arme ; Blanca accourt vers lui pour le pousser à rendre son fusil. Dans un moment d'extrême tension, les deux troupes se faisant face, elle est plus ou moins accidentellement abattue d'un coup de fusil tiré depuis les rangs gouvernementaux.
Le film s'achève avec la scène de l’enterrement de David, auquel assistent des anciens combattants de la guerre d'Espagne. Sa petite fille récite alors des vers de The Day Is Coming, un poème de William Morris, puis jette sur le cercueil de la terre d'Espagne précieusement recueillie par son grand-père lors de l'inhumation de Blanca.

## Fiche technique
- Titre original : Land and Freedom
- Titre québécois : Terre et liberté
- Réalisation : Ken Loach
- Scénario : Jim Allen (en)
- Musique : George Fenton
- Photographie : Barry Ackroyd
- Productrion : Rebecca O'Brien (en)
- Pays d'origine :  Royaume-Uni
- Langues originales : anglais, espagnol, catalan
- Genre : film dramatique, film de guerre, film politique, film historique
- Durée : 109 minutes
- Dates de sortie : 
  - France : 4 octobre 1995

## Distribution
- Ian Hart : David
- Rosana Pastor : Blanca
- Frédéric Pierrot : Bernard Goujon
- Icíar Bollaín : Maite
- Tom Gilroy : Lawrence
- Marc Martinez : Vidal
- Pascal Demolon : un membre de la milice
- Paul Laverty : un membre de la milice

## Personnages principaux
- Si vous ne connaissez pas le sujet, laissez ce bandeau (vous pouvez alors contacter les auteurs).
- Si vous supprimez le contenu mis en cause (vous pouvez préalablement contacter les auteurs),

argumentez précisément cette suppression dans la page de discussion
(un manque de référence n'est pas un argument ; une recherche réelle de référence doit avoir été effectuée, être formellement documentée).
David, ou Dave (incarné par Ian Hart) meurt au tout début du film, mais tout ce qu’il a vécu pendant la guerre d’Espagne est retracé par ce long flash-back. En premier lieu vieillard venant de décéder, on se souvient surtout de lui comme d’un jeune travailleur idéaliste, à l’apparence quelque peu frêle, tel qu’il était pendant la guerre d’Espagne. Il décide d’aller y combattre après une réunion du Parti communiste, mais renonce à son adhésion durant les troubles de Barcelone. C’est le personnage principal du film : c’est à travers lui que le spectateur voit le déroulement de la guerre. Contrairement aux deux autres personnages décrits ci-dessous, il n’a pas d’opinion fixe : son opinion se forge et évolue tout au long de la guerre d’Espagne. En fait, il réagit plus ou moins comme réagirait un citoyen contemporain moyen : il est hostile à toute forme d’oppression et combat contre les troupes franquistes ; de plus, il a une vision presque manichéenne et angélique par rapport à ce qui se passe en Espagne : selon lui le mal ne pourrait exister dans le camp républicain. C’est ainsi qu’en premier lieu, il refuse de se laisser convaincre par le point de vue de Blanca sur les agissements des communistes (« C’est de la politique. Ca marche comme cela. ») On peut alors supposer que Ken Loach se sert de ce personnage principal pour passer un message historique au spectateur d’aujourd’hui.
Blanca (interprétée par Rosana Pastor) est une jeune militante aragonaise, qui se bat au front avec David. David semble tomber amoureux d’elle pendant la guerre (par exemple, il semble se réjouir de sa visite surprise lorsqu’il retourne à l’arrière) même s’il prétend le contraire à son épouse. Le spectateur peut supposer que c’est elle qui lui ouvre les yeux sur les agissements du gouvernement de Valence : lorsqu’elle découvre qu’il combat pour les Brigades Internationales, elle tente de le persuader de revenir se battre pour le POUM. Elle est tuée tout à la fin du film par des soldats des Brigades Internationales et est enterrée en terre collectivisée, comme elle le désirait.
Vidal (joué par Marc Martinez) est le chef de régiment. Lui, à l’instar de Blanca, est un socialiste convaincu ; il dit : « Ensemble, nous mènerons ouvriers et paysans à la Révolution. » Tout comme Blanca, il est assez hostile au gouvernement de Valence, mais veut surtout gagner la guerre contre Franco. À ce propos, une phrase résume très bien son opinion ; lorsque se déroule le vote des miliciens, il pose la question : « Qui vote contre l’état-major qui est à Valence, qui nous soutient et qui est prêt à nous donner autant d’armes qu’on en voudra mais en nous aliénant ? » (En fait, il a une vision plus pragmatique de cette guerre que Blanca).

## Autour du film
- Le film est partiellement inspiré du livre Hommage à la Catalogne de George Orwell[1],[2],[3].
- Le titre est tiré de celui d'un périodique espagnol d'obédience anarchiste, Tierra y Libertad.